# 沙欣贝伊
沙欣贝伊（土耳其語：Şahinbey）是以土耳其民族运动指挥官沙欣·贝伊(1877年-1920年)命名的土耳其加济安泰普省的一个地区。它是加济安泰普大都会市的一部分。2010年人口为730562人。沙欣贝伊有公立的加济安泰普大学，和两所私立大学：Zirve 和 Hasan Kalyoncu。加济安泰普警方反恐小组于2015年10月拘捕了六名外国民族主义者。这些人在沙欣贝伊一个临时铸币厂为ISIS生产重金属成分的硬币。

## 著名人物
- Göksu Üçtaş（1990年出生），土耳其女子艺术体操运动员。